# Condado de Stanislaus
O condado de Stanislaus (em inglês:  Stanislaus County) é um dos 58 condados do estado americano da Califórnia. Foi fundado em 1854. A sede e cidade mais populosa do condado é Modesto.

## Geografia
De acordo com o United States Census Bureau, o condado possui uma área de 3 923 km², dos quais 3 872 km² estão cobertos por terra e 51 km² por água.

## Demografia
Segundo o censo nacional de 2010, o condado possui uma população de 514 453 habitantes e uma densidade populacional de 132,9 hab/km². Possui 179 503 residências, que resulta em uma densidade de 46 residências/km².
Das 9 localidades incorporadas no condado, Modesto é a mais populosa, com 201 165 habitantes, o que representa 39% da população total, enquanto que Ceres é a mais densamente povoada, com 2 189 hab/km². Hughson é a menos populosa, com 6 640 habitantes. De 2000 para 2010, a população de Patterson cresceu 76% e a de Modesto apenas 6,5%. Apenas uma cidade possui população superior a 100 mil habitantes.